# Курьяково (Череповецкий район)
Курьяково — деревня в Череповецком районе Вологодской области.
Входит в состав Воскресенского сельского поселения (с 1 января 2006 года по 8 апреля 2009 года входила в Дмитриевское сельское поселение), с точки зрения административно-территориального деления — в Дмитриевский сельсовет.
Расстояние до районного центра Череповца по автодороге — 78 км, до центра муниципального образования Воскресенского по прямой — 26 км. Ближайшие населённые пункты — Качалка, Поповка, Дорка.
По переписи 2002 года население — 4 человека.